# Enrico Chiesa
Enrico Chiesa (Genova, 29 dicembre 1970) è un ex calciatore italiano, di ruolo attaccante.
Autore di 138 reti in Serie A, è annoverato tra i migliori attaccanti italiani della sua generazione. Nel corso della sua carriera ha conquistato una Coppa Italia e una Coppa UEFA nelle file del Parma (entrambe nella stagione 1998-1999, laureandosi inoltre capocannoniere della competizione europea), mentre con la Fiorentina ha vinto una seconda Coppa Italia (2000-2001). Dopo aver militato per 14 stagioni consecutive nella massima serie italiana, ha concluso la carriera in Lega Pro, vincendo un campionato di seconda divisione (2008-2009) e una Supercoppa di categoria (2009) con la maglia del Figline.
Tra il 1996 e il 2001 ha fatto parte della nazionale, con cui ha disputato il campionato d'Europa 1996 e il campionato del mondo 1998; in maglia azzurra conta 17 presenze e 7 reti.
A livello individuale ha vinto l'edizione 1995-1996 del Guerin d'oro, in qualità di giocatore con la media voto più alta della Serie A nelle pagelle della stampa specializzata; è stato inoltre candidato al Pallone d'oro nel 1996 e nel 1997.

## Biografia
È originario di Mignanego, con radici ad Agneto, frazione di Carrega Ligure in val Borbera. Sposato con Francesca, la coppia ha avuto tre figli, tra cui Federico (1997) e Lorenzo (2004) che hanno ripercorso le orme paterne divenendo a loro volta calciatori.

## Caratteristiche tecniche
Generalmente schierato come centravanti o seconda punta, durante la sua militanza nella Sampdoria ha ricoperto anche il ruolo di esterno destro. Ottimo esecutore di punizioni – alle quali era solito imprimere una traiettoria «a giro» calciando di interno destro –, era un attaccante «opportunista», abile con entrambi i piedi, avvezzo a mandare in gol i compagni di squadra nonché rapido nello scatto e nella conclusione a rete. In caso di necessità sapeva rendersi utile anche in fase difensiva, sebbene rendesse al meglio quando impiegato da «attaccante puro».
Fabio Capello lo descrisse come «un incrocio tra Gigi Riva e Paolo Rossi»; lo stesso Riva affermò di rivedersi in lui sul piano tecnico e caratteriale.

## Carriera

### Giocatore

#### Club

##### Sampdoria e vari prestiti

Chiesa festeggia un gol per la Cremonese nella stagione 1994-1995

Cresce nel Pontedecimo, società dell'omonimo quartiere genovese, in cui passa nel giro di un quinquennio dalle giovanili alla prima squadra.
Nel 1987 viene prelevato dalla Sampdoria, che inizialmente lo inquadra nel proprio settore giovanile e poi lo cede in prestito nelle serie minori, dapprima al Teramo e poi al Chieti, per rientrare in blucerchiato nella stagione 1992-1993. In quest'annata viene utilizzato con buona frequenza nella massima serie come esterno di centrocampo, mettendo a segno anche un gol. Viene quindi nuovamente prestato in Serie B al Modena, dove gioca da attaccante realizzando 14 gol, insufficienti a evitare la retrocessione degli emiliani.
Passa quindi sempre in prestito alla Cremonese, in Serie A. All'inizio della stagione il giovane Chiesa fatica ad ambientarsi negli schemi tattici di Luigi Simoni, ma alla fine della stessa risulterà decisivo per la salvezza dei lombardi segnando 14 gol; la prima volta in carriera, l'attaccante va in doppia cifra in massima serie. Rientra alla Sampdoria per la stagione 1995-1996, durante la quale segna 22 gol in 27 partite affiancando in attacco Roberto Mancini.

##### Parma e Fiorentina

Chiesa (in primo piano) agli esordi con il Parma nel 1996, pressato dal laziale Pavel Nedvěd

Si trasferisce poi al Parma per 25 miliardi di lire, formando un'ottima coppia d'attacco con l'argentino Hernán Crespo. Resta in Emilia per un triennio, e nella stagione 1998-1999 vince la Coppa Italia e la Coppa UEFA, competizione della quale si laurea capocannoniere con 8 reti e in cui realizza il terzo gol della finale contro il Marsiglia, sconfitto per 3-0.
Nel 1999 lascia a malincuore i ducali e si trasferisce per circa 30 miliardi di lire alla Fiorentina. Condizionato da diversi problemi fisici e da una collocazione tattica a lui poco congeniale, nella prima stagione non va oltre i 7 gol in campionato. L'anno successivo, dopo un avvio stentato, ne mette a segno 22 in 30 partite, eguagliando il proprio primato personale di marcature, stabilito cinque anni prima alla Sampdoria, e compensando la cessione di Gabriel Batistuta, miglior realizzatore della Fiorentina nelle precedenti nove stagioni; contribuisce inoltre, con 5 reti, al trionfo della squadra in Coppa Italia.

Chiesa esulta in maglia parmigiana, dopo avere sbloccato il risultato nel 4-0 al Milan del 29 novembre 1998

La stagione successiva si apre con qualche frizione con l'ambiente viola, causa una crescente instabilità societaria e, sul piano sportivo, la perdita del ballottaggio con Angelo Di Livio per la fascia di capitano della squadra. Ciò nonostante l'avvio in campionato è positivo, con 5 gol in altrettanti incontri; tuttavia la stagione di Chiesa si chiude anzitempo il 30 settembre 2001, nella gara contro il Venezia, in cui riporta un grave infortunio al ginocchio che lo tiene lontano dai campi di gioco per quasi un anno. A fine campionato la Fiorentina, anche privata del bottino sottorete di Chiesa, dapprima retrocede in Serie B e poi, ormai preda di problemi finanziari, dopo poche settimane va incontro al fallimento.

##### Lazio e Siena
Nell'estate del 2002, svincolato, approda alla Lazio, dove, reduce dall'infortunio della stagione precedente, colleziona 12 gare e 2 gol.
Nell'estate 2003 passa alla neopromossa Siena: milita nel club toscano per un quinquennio, disputando tre ottime stagioni prima di imboccare la parabola discendente.
Per un certo periodo di tempo, in seguito al ritiro dall'attività agonistica di Roberto Baggio e Giuseppe Signori, Chiesa risulta essere il maggior realizzatore in attività in Serie A, giungendo a collezionare 138 marcature complessive nel corso della stagione 2005-2006.

##### Ultimi anni
Nel giugno 2008 annuncia il suo addio al Siena e alla Serie A, per ricominciare in Seconda Divisione con il Figline. All'esordio con la formazione toscana, il 31 agosto 2008, realizza una rete nel successo interno contro la Cisco Roma. In questa stagione segna 5 gol in 21 partite, in un campionato che si conclude con la storica promozione in Prima Divisione; mette la firma anche sulla conquista della Supercoppa realizzando una doppietta nel 3-0 finale al Cosenza. Il 1º novembre 2009, al 16' della trasferta sul campo del Sorrento, subisce un infortunio al ginocchio destro riportando la «lacerazione del tendine rotuleo»; tornerà in campo il 9 maggio 2010 per l'ultima giornata di campionato.

#### Nazionale

Da sinistra: Francesco Totti, Domenico Morfeo e Chiesa in nazionale nel 1996 per uno stage riservato ai migliori giovani italiani dell'epoca

Convocato da Arrigo Sacchi, debutta nella nazionale italiana il 29 maggio 1996, in occasione di un'amichevole giocata a Cremona contro il Belgio, finita 2-2, in cui realizza anche una rete. Nel mese successivo disputa il campionato d'Europa 1996, ottenendo due presenze e una rete, messa a segno nella gara persa contro la Rep. Ceca. L'Italia non supera la fase a gironi.
Durante la gestione di Cesare Maldini viene impiegato raramente, ma prende comunque parte al campionato del mondo 1998: dapprima convocato in soprannumero per via delle incerte condizioni di Alessandro Del Piero, viene poi confermato nel gruppo azzurro per sostituire l'indisponibile Fabrizio Ravanelli, scendendo in campo in due occasioni. Il cammino dell'Italia si interrompe ai quarti di finale contro i padroni di casa della Francia.
Il 16 dicembre 1998, nell'amichevole contro la selezione FIFA World Stars, realizza una tripletta. In seguito verrà impiegato da Dino Zoff in diverse gare di qualificazione al campionato d'Europa 2000, senza però partecipare alla fase finale del torneo. Il 25 aprile 2001, chiamato da Giovanni Trapattoni, disputa la sua ultima gara in maglia azzurra, un'amichevole contro il Sudafrica.
In nazionale conta 17 presenze e 7 reti.

### Dopo il ritiro
Frequentato nel 2010 il corso per allenatori di Coverciano, Chiesa deve rinunciare al primo incarico come guida del Figline per la stagione 2010-2011, a causa del sopravvenuto fallimento e la mancata iscrizione del club al campionato.
Nella stagione 2012-2013 viene nominato allenatore degli Allievi Nazionali "B" della Sampdoria. A fine stagione viene "promosso" e nominato nuovo allenatore della Primavera blucerchiata: conquista due volte di fila il 5º posto e i quarti di finale in campionato, mentre in Coppa Italia si ferma il primo anno agli ottavi e il secondo al 2º turno eliminatorio. Nel giugno 2015 decide di lasciare la panchina della Primavera per intraprendere la carriera da allenatore di prima squadra.
Dal 2017 è il responsabile tecnico del Centro Federale Territoriale di Firenze della FIGC.

## Statistiche
Tra club e nazionale maggiore, Chiesa ha giocato globalmente 616 partite segnando 223 reti, alla media di 0,33 gol a partita.

### Presenze e reti nei club
| Stagione          | Squadra           | Campionato        | Campionato | Campionato | Coppe nazionali | Coppe nazionali | Coppe nazionali | Coppe continentali | Coppe continentali | Coppe continentali | Altre coppe | Altre coppe | Altre coppe | Totale | Totale |
| Stagione          | Squadra           | Comp              | Pres       | Reti       | Comp            | Pres            | Reti            | Comp               | Pres               | Reti               | Comp        | Pres        | Reti        | Pres   | Reti   |
| ----------------- | ----------------- | ----------------- | ---------- | ---------- | --------------- | --------------- | --------------- | ------------------ | ------------------ | ------------------ | ----------- | ----------- | ----------- | ------ | ------ |
| 1986-1987         | Pontedecimo       | Prom.             | 2          | 0          | -               | -               | -               | -                  | -                  | -                  | -           | -           | -           | 2      | 0      |
| 1987-1988         | Sampdoria         | A                 | 0          | 0          | CI              | 0               | 0               | -                  | -                  | -                  | -           | -           | -           | 0      | 0      |
| 1988-1989         | Sampdoria         | A                 | 1          | 0          | CI              | 0               | 0               | CdC                | -                  | -                  | -           | -           | -           | 1      | 0      |
| 1989-1990         | Sampdoria         | A                 | 0          | 0          | CI              | 0               | 0               | CdC                | 0                  | 0                  | -           | -           | -           | 0      | 0      |
| 1990-1991         | Teramo            | C2                | 31         | 5          | CI-C            | 4               | 2               | -                  | -                  | -                  | -           | -           | -           | 35     | 7      |
| 1991-1992         | Chieti            | C1                | 24         | 6          | CI-C            | 3               | 1               | -                  | -                  | -                  | -           | -           | -           | 27     | 7      |
| 1992-1993         | Sampdoria         | A                 | 26         | 1          | CI              | 0               | 0               | -                  | -                  | -                  | -           | -           | -           | 26     | 1      |
| 1993-1994         | Modena            | B                 | 36         | 14         | CI              | 1               | 0               | -                  | -                  | -                  | -           | -           | -           | 37     | 14     |
| 1994-1995         | Cremonese         | A                 | 34         | 14         | CI              | 4               | 0               | -                  | -                  | -                  | -           | -           | -           | 38     | 14     |
| 1995-1996         | Sampdoria         | A                 | 27         | 22         | CI              | 0               | 0               | -                  | -                  | -                  | -           | -           | -           | 27     | 22     |
| Totale Sampdoria  | Totale Sampdoria  | Totale Sampdoria  | 54         | 23         |                 | 0               | 0               |                    | 0                  | 0                  |             | -           | -           | 54     | 23     |
| 1996-1997         | Parma             | A                 | 29         | 14         | CI              | 0               | 0               | CU                 | 2                  | 2                  | -           | -           | -           | 31     | 16     |
| 1997-1998         | Parma             | A                 | 33         | 10         | CI              | 5               | 5               | UCL                | 8                  | 6                  | -           | -           | -           | 46     | 21     |
| 1998-1999         | Parma             | A                 | 30         | 9          | CI              | 5               | 1               | CU                 | 8                  | 8                  | -           | -           | -           | 43     | 18     |
| Totale Parma      | Totale Parma      | Totale Parma      | 92         | 33         |                 | 10              | 6               |                    | 18                 | 16                 |             | -           | -           | 120    | 55     |
| 1999-2000         | Fiorentina        | A                 | 24         | 7          | CI              | 4               | 1               | UCL                | 11                 | 4                  | -           | -           | -           | 39     | 12     |
| 2000-2001         | Fiorentina        | A                 | 30         | 22         | CI              | 6               | 5               | CU                 | 4                  | 0                  | -           | -           | -           | 40     | 27     |
| 2001-2002         | Fiorentina        | A                 | 5          | 5          | CI              | 0               | 0               | CU                 | 2                  | 1                  | SI          | 1           | 0           | 8      | 6      |
| Totale Fiorentina | Totale Fiorentina | Totale Fiorentina | 59         | 34         |                 | 10              | 6               |                    | 17                 | 5                  |             | 1           | 0           | 87     | 45     |
| 2002-2003         | Lazio             | A                 | 12         | 2          | CI              | 6               | 1               | CU                 | 11                 | 4                  | -           | -           | -           | 29     | 7      |
| 2003-2004         | Siena             | A                 | 30         | 10         | CI              | 1               | 0               | -                  | -                  | -                  | -           | -           | -           | 31     | 10     |
| 2004-2005         | Siena             | A                 | 36         | 11         | CI              | 0               | 0               | -                  | -                  | -                  | -           | -           | -           | 36     | 11     |
| 2005-2006         | Siena             | A                 | 38         | 11         | CI              | 2               | 1               | -                  | -                  | -                  | -           | -           | -           | 40     | 12     |
| 2006-2007         | Siena             | A                 | 23         | 0          | CI              | 2               | 1               | -                  | -                  | -                  | -           | -           | -           | 25     | 1      |
| 2007-2008         | Siena             | A                 | 2          | 0          | CI              | 0               | 0               | -                  | -                  | -                  | -           | -           | -           | 2      | 0      |
| Totale Siena      | Totale Siena      | Totale Siena      | 129        | 32         |                 | 5               | 2               |                    | -                  | -                  |             | -           | -           | 134    | 34     |
| 2008-2009         | Figline           | 2D                | 21         | 5          | CI-LP           | 2               | 1               | -                  | -                  | -                  | SL-2D       | 2           | 2           | 25     | 8      |
| 2009-2010         | Figline           | 1D                | 11         | 2          | CI              | 2               | 0               | -                  | -                  | -                  | -           | -           | -           | 13     | 2      |
| Totale Figline    | Totale Figline    | Totale Figline    | 32         | 7          |                 | 4               | 1               |                    | -                  | -                  |             | 2           | 2           | 38     | 10     |
| Totale carriera   | Totale carriera   | Totale carriera   | 503        | 170        |                 | 47              | 19              |                    | 46                 | 25                 |             | 3           | 2           | 599    | 216    |

### Cronologia presenze e reti in nazionale
| Cronologia completa delle presenze e delle reti in nazionale ― Italia | Cronologia completa delle presenze e delle reti in nazionale ― Italia | Cronologia completa delle presenze e delle reti in nazionale ― Italia | Cronologia completa delle presenze e delle reti in nazionale ― Italia | Cronologia completa delle presenze e delle reti in nazionale ― Italia | Cronologia completa delle presenze e delle reti in nazionale ― Italia | Cronologia completa delle presenze e delle reti in nazionale ― Italia | Cronologia completa delle presenze e delle reti in nazionale ― Italia |
| Data                                                                  | Città                                                                 | In casa                                                               | Risultato                                                             | Ospiti                                                                | Competizione                                                          | Reti                                                                  | Note                                                                  |
| --------------------------------------------------------------------- | --------------------------------------------------------------------- | --------------------------------------------------------------------- | --------------------------------------------------------------------- | --------------------------------------------------------------------- | --------------------------------------------------------------------- | --------------------------------------------------------------------- | --------------------------------------------------------------------- |
| 29-5-1996                                                             | Cremona                                                               | Italia                                                                | 2 – 2                                                                 | Belgio                                                                | Amichevole                                                            | 1                                                                     | 46’                                                                   |
| 14-6-1996                                                             | Liverpool                                                             | Rep. Ceca                                                             | 2 – 1                                                                 | Italia                                                                | Euro 1996 - 1º turno                                                  | 1                                                                     | 77’                                                                   |
| 19-6-1996                                                             | Manchester                                                            | Italia                                                                | 0 – 0                                                                 | Germania                                                              | Euro 1996 - 1º turno                                                  | -                                                                     | 68’                                                                   |
| 5-10-1996                                                             | Chișinău                                                              | Moldavia                                                              | 1 – 3                                                                 | Italia                                                                | Qual. Mondiali 1998                                                   | -                                                                     | 46’                                                                   |
| 6-11-1996                                                             | Sarajevo                                                              | Bosnia ed Erzegovina                                                  | 2 – 1                                                                 | Italia                                                                | Amichevole                                                            | 1                                                                     | 46’                                                                   |
| 11-10-1997                                                            | Roma                                                                  | Italia                                                                | 0 – 0                                                                 | Inghilterra                                                           | Qual. Mondiali 1998                                                   | -                                                                     | 46’                                                                   |
| 28-1-1998                                                             | Catania                                                               | Italia                                                                | 3 – 0                                                                 | Slovacchia                                                            | Amichevole                                                            | -                                                                     | 72’                                                                   |
| 11-6-1998                                                             | Bordeaux                                                              | Italia                                                                | 2 – 2                                                                 | Cile                                                                  | Mondiali 1998 - 1º turno                                              | -                                                                     | 62’                                                                   |
| 27-6-1998                                                             | Marsiglia                                                             | Italia                                                                | 1 – 0                                                                 | Norvegia                                                              | Mondiali 1998 - Ottavi di finale                                      | -                                                                     | 77’                                                                   |
| 18-11-1998                                                            | Salerno                                                               | Italia                                                                | 2 – 2                                                                 | Spagna                                                                | Amichevole                                                            | -                                                                     | 46’                                                                   |
| 16-12-1998                                                            | Roma                                                                  | Italia                                                                | 6 – 2                                                                 | World Stars                                                           | Amichevole                                                            | 3                                                                     | 55’                                                                   |
| 10-2-1999                                                             | Pisa                                                                  | Italia                                                                | 0 – 0                                                                 | Norvegia                                                              | Amichevole                                                            | -                                                                     | 81’                                                                   |
| 27-3-1999                                                             | Copenaghen                                                            | Danimarca                                                             | 1 – 2                                                                 | Italia                                                                | Qual. Euro 2000                                                       | -                                                                     | 63’                                                                   |
| 31-3-1999                                                             | Ancona                                                                | Italia                                                                | 1 – 1                                                                 | Bielorussia                                                           | Qual. Euro 2000                                                       | -                                                                     | 64’                                                                   |
| 5-6-1999                                                              | Bologna                                                               | Italia                                                                | 4 – 0                                                                 | Galles                                                                | Qual. Euro 2000                                                       | 1                                                                     | 80’                                                                   |
| 9-6-1999                                                              | Losanna                                                               | Svizzera                                                              | 0 – 0                                                                 | Italia                                                                | Qual. Euro 2000                                                       | -                                                                     | 60’                                                                   |
| 25-4-2001                                                             | Perugia                                                               | Italia                                                                | 1 – 0                                                                 | Sudafrica                                                             | Amichevole                                                            | -                                                                     | 46’                                                                   |
| Totale                                                                |                                                                       | Presenze                                                              | 17                                                                    |                                                                       | Reti (49º posto)                                                      | 7                                                                     |                                                                       |

## Palmarès

### Club

#### Competizioni nazionali
- Coppa Italia: 2

Parma: 1998-1999
Fiorentina: 2000-2001
- Lega Pro Seconda Divisione: 1

Figline: 2008-2009 (girone B)
- Supercoppa di Lega di Seconda Divisione: 1

Figline: 2009

#### Competizioni internazionali
- Coppa UEFA: 1

Parma: 1998-1999

### Individuale
- Guerin d'oro della rivista Guerin Sportivo: 1

1995-1996
- Capocannoniere della Coppa UEFA: 1

1998-1999 (8 gol)